# Enaulophyton lanceolatum
Enaulophyton lanceolatum är en tvåhjärtbladig växtart som beskrevs av Cornelis Gijsbert Gerrit Jan van Steenis. Enaulophyton lanceolatum ingår i släktet Enaulophyton och familjen Melastomataceae. Inga underarter finns listade i Catalogue of Life.